# Saint-Hilaire-de-Court

Saint-Hilaire-de-Court este o comună în departamentul Cher, Franța. În 1 ianuarie 2022 avea o populație de 595 de locuitori.